# Вяземське князівство
Вяземське князівство — одне з удільних князівств Смоленської землі. Столиця — Вязьма. Охоплювала землі в верхів'ї Дніпра, на сході, заходили за річку Гжаць, на півночі включали в свій склад місто Хлепень на р. Вазуза, південним кордонном була річка Угра. Утворилося внаслідок розподілу Смоленського князівства. У 1403 році визнало зверхність Великого князівства Литовського. 1494 року увійшло до складу Великого князівства Московського.

## Історія
Стосовно утворення Вяземського уділу існують деякий протиріччя. Низка дослідників вважає, що Вяземське князівство викоремилося зі складу Смоленського у 1210-х роках. Втім достеменних підтверджень цьому немає. Тому в якості дати утворення уділу розглядають 1239 рік, коли вязьму було надано Андрію, сину великого князя Київського Володимира Рюриковича. В боротьбі зі Смоленськими та Можайськими князівствами він зумів зберегти окремішність свого уділу.
Спадкоємці князя Андрія Володимировича були васалами Великого князівства Смоленського. Водночас князівство було розділено між Василем та Федором Андрійовичами, а ще один син Іван отримав Жилінський уділ. У 1300 році князівство захопив Андрій Михайлович, син Михайла Ростиславича Смоленського. Останній протягом 1310-1320-х років зумів допмогтися незалежності, вправно маневруючи між Литвою, Смоленськом та Москвою.
1403 року вяземські князі визнали зверхність Великого князівства Литовського. В подальшому князівство стало важливою базою у протистоянні Литви з Московю. Водночас з огляду на стратегічне становище вяземське князівство зберегло внутрішню автономію. Вяземський князі зі своїми боярами і слугами входили до складу смоленського війська, підпорядковувалися з військової точки зору литовському наміснику в Смоленську і сплачують щорічний особий податок — пасощину, яка надходила до смоленської скарбниці. Вяземські князі сприяли захисту литовських земель під час московських походів 1406, 1408, 1445 років. 1449 року Москва визнала Вяземське князівство васалом великого князівства Литовського.
Васальний статус зберігався майже протягом XV ст. Втім постійні війни з Великим князівством Московським завдавали удару князівству, яке на той час стало роздрібненим на невеличкі уділи. У 1487 році почалася нова московсько-литовська війна. В серпні-жовтні 1492 року князь Андрій Юрійович (з найстаршої гілки Вяземських) від'їхав до Москви з своєю вотчиною. Йому залишили його частку Вяземського князівства на васальному праві. До кінця вересня московські війська взяли м. Хлепець, яке належало іншому вяземському князеві Михайлові Дмитровичу. Зимою того ж року була взята Вязьма і решта вяземських князів привезена в Москву, де вони мусили присягнути Івану III. великому князю Московському.
За угодою 1494 року великий князь Литовський Олександр Ягеллончик визнав перехід Вяземського князівства під владу великих князів Московських. У 1495 році у Вязьмі було посаджено московського намісника, а у кінці 1503 році великий князь заповів це князівство сину Василю.